# Verdelândia (ort)
Verdelândia är en ort i Brasilien.   Den ligger i kommunen Verdelândia och delstaten Minas Gerais, i den sydöstra delen av landet, 500 km öster om huvudstaden Brasília. Verdelândia ligger 482 meter över havet och antalet invånare är 8 350.
Terrängen runt Verdelândia är platt åt sydväst, men åt nordost är den kuperad. Närmaste större samhälle är Barreiro do Jaíba, 3,1 km söder om Verdelândia.
Omgivningarna runt Verdelândia är huvudsakligen savann. Runt Verdelândia är det mycket glesbefolkat, med 5 invånare per kvadratkilometer.